# Видавець
Видавець — людина, що займається випуском книг, журналів, газет, нот, календарів або інших медіапродуктів (компакт-дисків, DVD, онлайн-медіа, програмного забезпечення, ігор тощо). Відповідає за видавництво в цілому, або як підприємець, або як штатний керуючий директор. Вирішує, в які видання інвестує, не лише для виробництва та відтворення носія, але й для його розповсюдження та маркетингу, що зобов'язується зробити у видавничому договорі з автором або творцем і за що повинен забезпечувати себе. Несе фінансову відповідальність і визначає принципи редагування, виробництва та розповсюдження, але також — як це вже було у XVI столітті з авторами (такими як Мартін Крузіус, який із жалем писав у щоденнику 1593 року: «Це горе, що ми повинні слідувати за видавцями») — за зміст.
За словами Фріца Й. Раддаца, головного редактора та заступника керівника видавництва Rowohlt Verlag з 1960 по 1969 рік:

Справжній видавець повинен бути батьком і матір'ю, медсестрою та вихователем, віруючим і вимогливим, дуелянтом і секундантом, сповідником і вівтарником, святим і розпусником. Він повинен мати розум філософа, погляд рентгенолога, ніжність медсестри. Одного він не повинен мати за жодних обставин: власного життя..